# Aminoéthyléthanolamine
L'aminoéthyléthanolamine ou AEEA ou N-(2-hydroxyéthyl)éthylènediamine est une base organique utilisée dans la fabrication industrielle d'additifs pour carburants et huiles ainsi que dans celle d'agents chélateurs et de tensioactifs.